# Gretzmacher Gyula
Gretzmacher Gyula (Lőcse, 1836. augusztus 19. – Selmecbánya, 1906. január 26.) bányamérnök, technikatörténeti író. Édesapja, Gretzmacher János (1802–1891) hittan tanár volt.

## Életpályája
A gimnáziumot Eperjesen, a bányászati akadémiát Selmecbányán végezte el 1856–1859 között. Ezután bányászgyakornok volt 1860-tól. 1862-ben bányatisztjelöltként Bécsbe küldték Rittinger Péter osztálytanácsos mellé, majd Selmecbányára a zúzóművek felügyelőségéhez került. 1865-ben kinevezték a Selmeci Akadémia ábrázoló geometria-építészet tanszékének tanársegédévé, később a bányagéptani, majd a bányaműveléstani tanszék adjunktusává. 1871-ben a szélaknai bányahivatal bányamérnöke lett. 1881-ben kinevezték a szélaknai bányahivatal-főnöki állomásra. 1883-ban újra a Selmeci Akadémia bányaművelés tanára lett. 1904-ben bányászati tanácsadóként vonult vissza.
Mérnöki feladatait – II. József altárna – kiváló pontossággal végezte, ennek elismeréséért 1879-ben a Ferenc József-rend lovagkeresztjével tüntették ki.

## Művei
- Das Grubenunglück in Hodritsch (1879)
- A salgótarjáni József-akna nevű bányamezőnek kifullasztása (1889)
- Vetődések nyomozása (1889)